# Dóan Ricu
Dóan Ricu (堂安 律; Hepburn: Dōan Ritsu)(Amagaszaki, 1998. június 16. –) japán válogatott labdarúgó, az Eintracht Frankfurt játékosa.

## Pályafutása

### Klubcsapatokban
A labdarúgást a Gamba Oszaka csapatában kezdte. 15 bajnoki mérkőzésen lépett pályára és 3 gólt szerzett. 2017-ben kölcsönbe a FC Groningen csapatához szerződött, amely 2018-ban véglegesen szerződtette. 2019 augusztusának végén a bajnoki riválishoz, a PSV Eindhovenhez igazolt, amellyel 2024. június 30-ig szóló szerződést írt alá. 2020. szeptember elején a 2020–21-es szezonra kölcsönbe a Bundesligába újonnan feljutott Arminia Bielefeldhez került. A 2021–22-es szezonra visszatért a PSV Eindhovenhez, ahol ekkor 24 bajnoki mérkőzést játszott – 17 alkalommal kezdőként – és 8 gólt szerzett. Az Európa-ligában 4 csoportmérkőzésen is pályára lépett.
A 2022–23-as szezonban visszatért a Bundesligába, és az SC Freiburghoz igazolt, amellyel bejutott a DFB-kupa elődöntőjébe és az Európa-liga nyolcaddöntőjébe.
2025. augusztus 7-én ötévre szóló szerződést kötött az Eintracht Frankfurt csapatával.

### A válogatottban
A japán U20-as válogatott tagjaként részt vett a 2017-es U20-as labdarúgó-világbajnokságon, ahol mind a négy találkozón kezdett, és három gólt szerzett. 2018-ban debütált a japán válogatottban. Az U23-as válogatott tagja volt a 2020. évi nyári olimpiai játékokon. A japán válogatott tagjaként részt vett a 2019-es és a 2023-as Ázsia-kupán, valamint a 2022-es labdarúgó-világbajnokságon.

## Statisztika

### A válogatottban
| Japán válogatott | Japán válogatott | Japán válogatott |
| Időszak          | Mérk.            | gól              |
| ---------------- | ---------------- | ---------------- |
| 2018             | 5                | 1                |
| 2019             | 13               | 2                |
| 2020             | 2                | 0                |
| 2021             | 1                | 0                |
| 2022             | 12               | 2                |
| 2023             | 8                | 2                |
| 2024             | 14               | 3                |
| 2025             | 2                | 0                |
| Összesen         | 57               | 10               |

## Sikerei, díjai
- PSV Eindhoven
  - Holland kupa: 2021–22[8]

- Japán U19
  - U19-es Ázsia-bajnokság: 2016